# 陈言 (清朝)
陈言（19世纪？—1905年），一作陈贤，字善言，号蔼亭（一作霭庭、蔼廷），广东新会人，清末报业家、外交官。自幼与其相识的伍廷芳评价他为“受过西方教育的中国士大夫的表识”。

## 生平
陈言早年毕业于圣保罗书院。此后曾任香港裁判处通事（译员），香港《德臣报》翻译、副主笔。1871年，在亲戚伍廷芳、何启等帮助之下，他以《德臣报》中文版名义创办《中外新闻七日报》。1872年起独立发行并改名《华字日报》。在香港期间他还与创办《循环日报》的王韬关系密切，并协助其翻译了《联邦名人录》。1878年出任清廷驻美国使馆参赞，旋调任驻古巴领事（兼驻马丹萨）。1884年起改任驻马丹萨领事。1886年升任驻古巴总领事，1893年离任。回国后曾任开平煤局会办。1890年代末跟随张荫桓公使前往美国。返国后任开平煤局总办。此后又任淞沪铁路、沪宁铁路督办。1905年逝世。

## 家庭
其子陈焕镛为植物学家。
其女陳英梅（1890－1938）生於香港，1906年赴美留學，1913年畢業於美國衛斯理學院（Wellesley College）,獲文學士，1914年回到上海，先後出任中華基督教女青年會體育幹事及該會附設的體育師範學校校長、金陵女子文理學院教授兼體育專修科主任, 南京女青年會會長等職，開啟中國近代女子體育教育先河。